# Lennep
Lennep är en stadsdel i Remscheid i Bundesland Nordrhein-Westfalen i Tyskland. Motorvägen A1 passerar förbi Lennep. Wilhelm Röntgen är född i Lennep som tidigare var en egen stad.